# Superconductor de tipo I

Comportamiento típico de un superconductor de tipo I en presencia de un campo magnético.

Los superconductores de tipo I son superconductores que en presencia de un campo magnético establecen corrientes superficiales que impiden que dicho campo penetre en el material; este fenómeno se conoce como efecto Meissner.
Fueron los primeros superconductores en ser descubiertos, y su comportamiento está ampliamente explicado dentro del marco de la teoría BCS, propuesta en 1957.

## Propiedades
- Todos ellos son elementos puros (si bien no quiere decir que todos los elementos puros sean de este tipo), como el aluminio, el mercurio (que fue el primer superconductor que se identificó) o el plomo.

- Tienen una única temperatura crítica Tc por encima de la cual dejan de comportarse como tales de manera brusca, y por lo tanto empiezan a tener resistencia eléctrica, en contraposición a los superconductores de tipo II (los cuales tienen dos temperaturas críticas, entre las cuales se hallan mezclados el estado superconductor y el estado normal). El cambio es tan brusco que, por ejemplo, en el caso del galio sucede en un intervalo de temperatura de 2·10-5 K.[1]

- Su temperatura crítica es muy baja, no superior a los 7 Kelvins (que es el caso del plomo en ausencia de campos magnéticos).

- Tienen un único campo magnético crítico Hc.

- La magnetización de la muestra aumenta según aumenta el campo magnético externo para contrarrestarlo y que en el interior dicho campo sea nulo, lo que da lugar al efecto Meissner; en cuanto se alcanza el campo magnético crítico, la magnetización cae bruscamente a cero.

- El campo magnético crítico es relativamente bajo, por lo general no superior a los 0.2 Teslas, si los comparamos con los superconductores de tipo II (que pueden ser cientos de veces superiores).

- El parámetro de Ginzburg-Landau es {\displaystyle \kappa <1/{\sqrt {2}}} (y por lo general {\displaystyle \kappa \ll 1}), lo que significa que la longitud de penetración es mucho menor que la longitud de coherencia de Ginzburg-Landau.

- Todos ellos son a su vez superconductores convencionales, es decir, se pueden explicar mediante la teoría BCS (por el contrario, sólo unos pocos superconductores de tipo II son convencionales).